# Universitetssjukhuset i Linköping

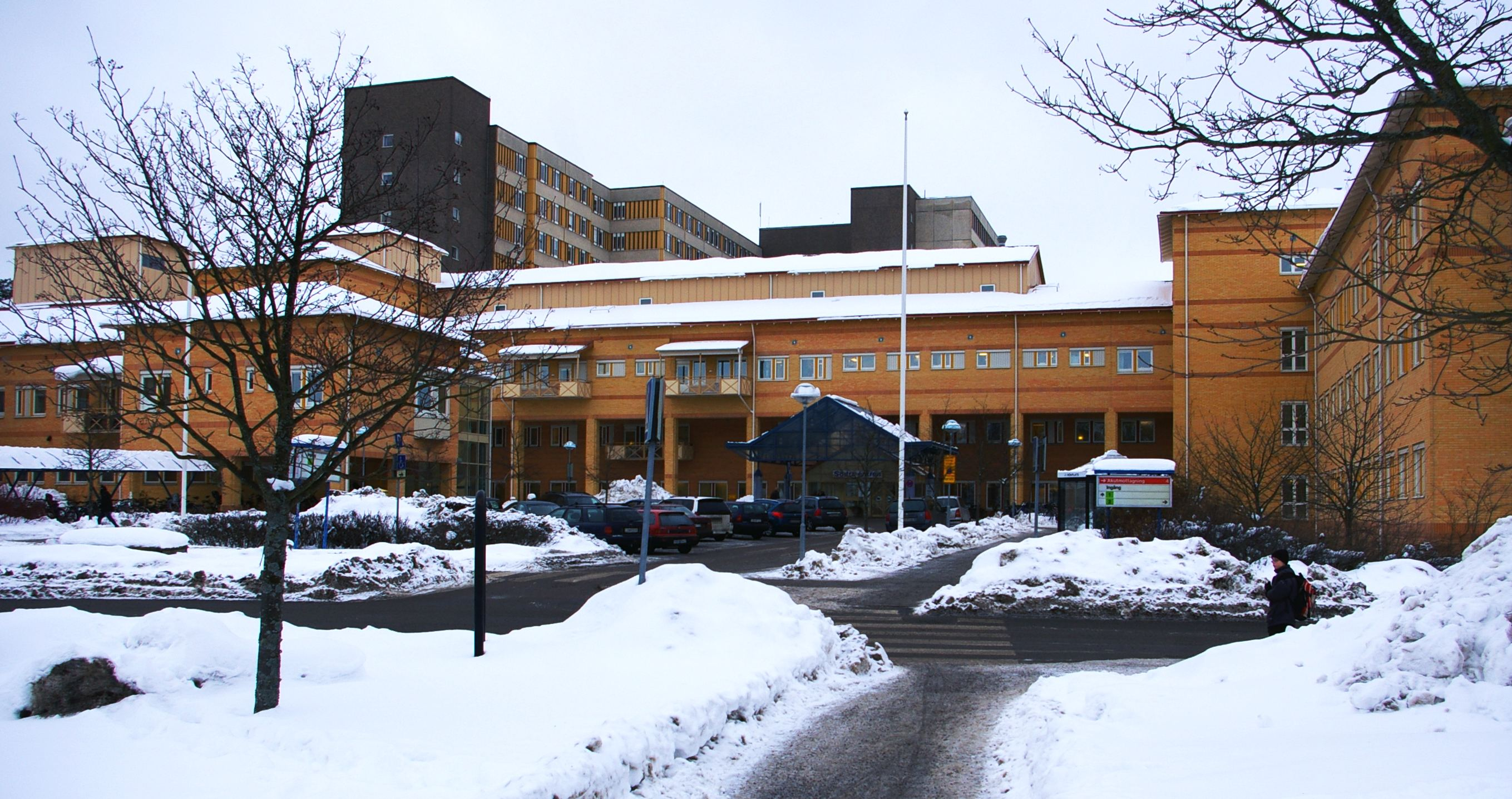
Södra entrén, med bland annat en stor handikapparkering.I bakgrunden ser man huvudblocket. Bild tagen innan start av projektet “Framtidens US”

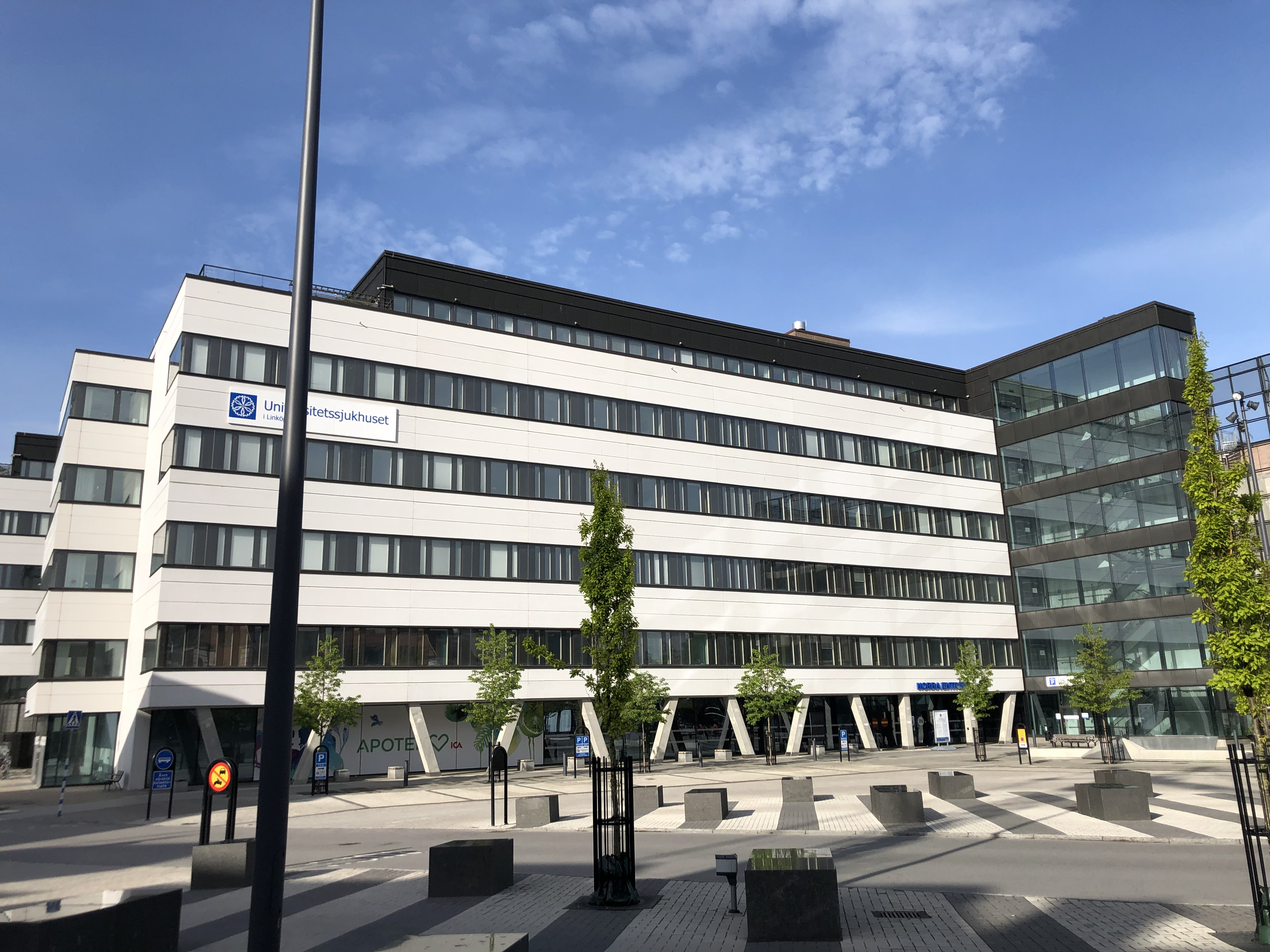
Norra entrén, en av sjukhusets två huvudingångar

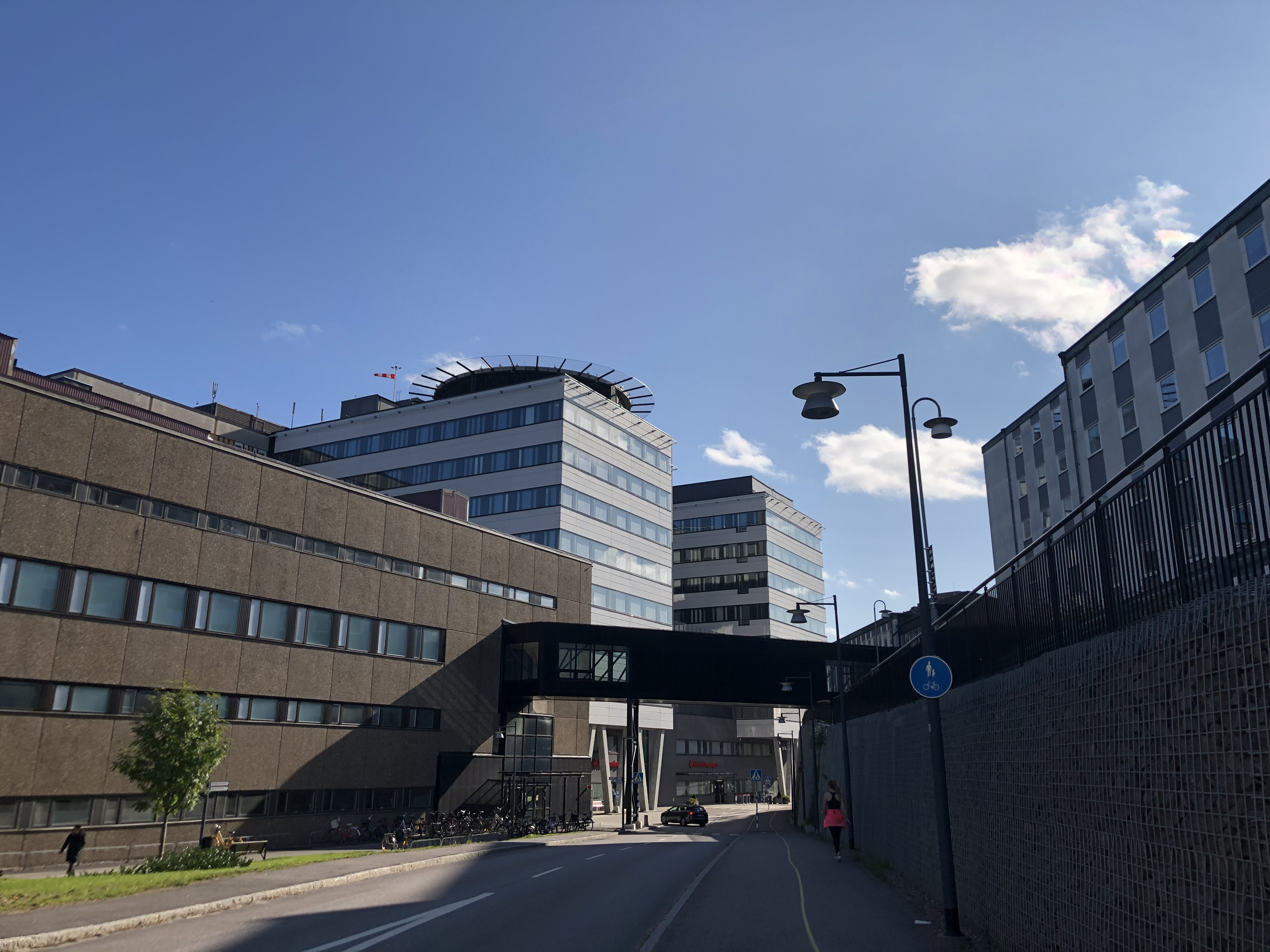
Nya akutmottagningen och förlossningen, till höger syns Hälsans hus som är en del av LiU

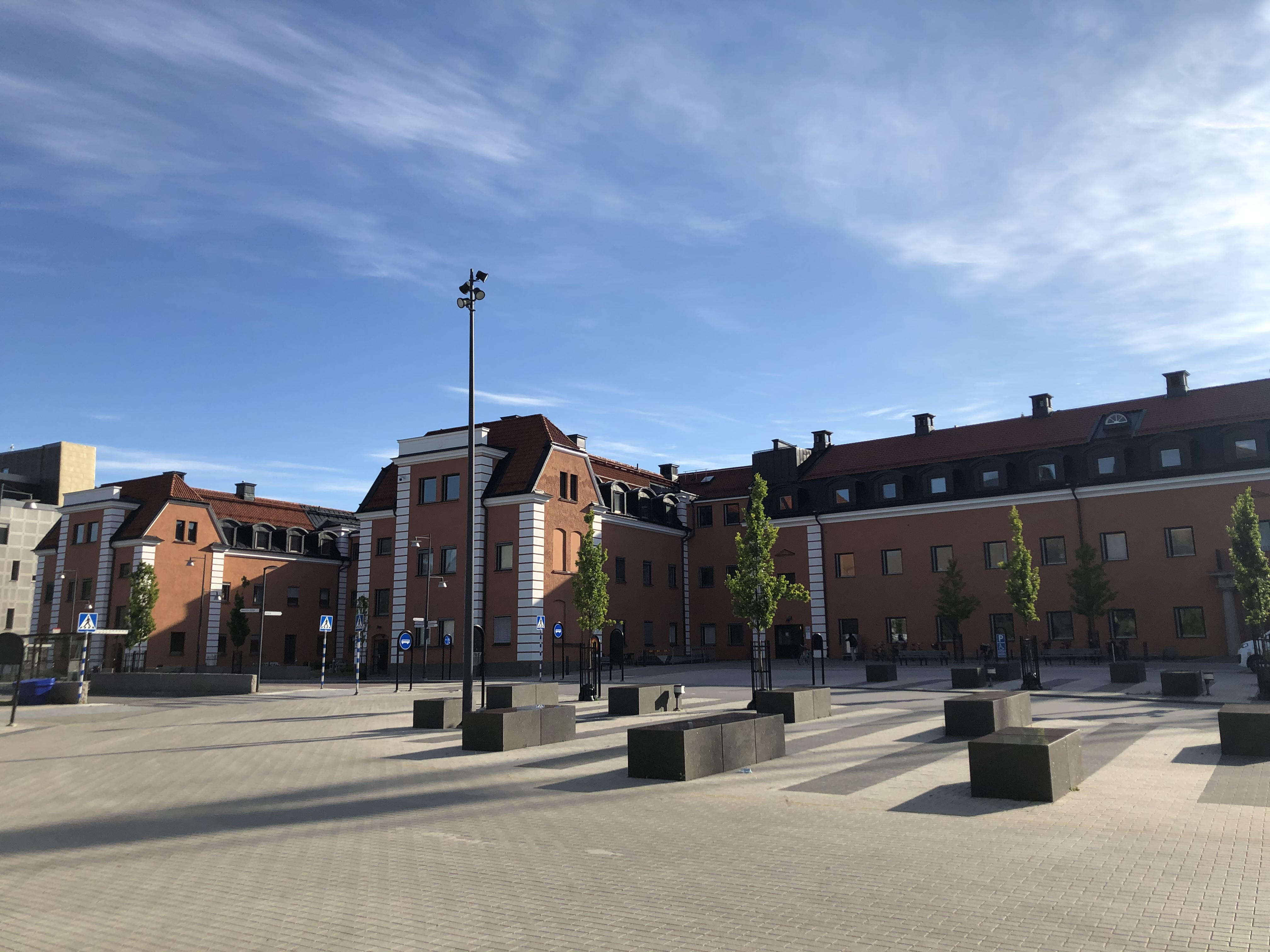
Äldre delar av universitetssjukhuset, bland annat plats för Clinicums lokaler

Universitetssjukhuset i Linköping (US) är ett av Sveriges sju universitetssjukhus och drivs av Region Östergötland. Verksamheten är tätt integrerad med den Medicinska fakulteten vid Linköpings universitet.
På sjukhuset finns alla medicinska specialiteter utom organtransplantation. Särskilt framstående är till exempel brännskadevården, där man tillsammans med Akademiska sjukhuset i Uppsala innehar uppdraget för rikssjukvård.  Högisoleringsenheten, som är en del av infektionskliniken vid Universitetssjukhuset i Linköping, är en av två i sitt slag i Sverige. Enheten fungerar som nationell resurs vad gäller kunskap och beredskap vid högsmittsamma allvarliga infektioner (HSAI).
Sjukhuset är arbetsplats för cirka 8000 anställda och tar varje år emot över 950 000 patientbesök från hela sydöstra Sverige.
Universitetssjukhuset i Linköping har tre gånger utsetts till bästa universitetssjukhus av tidningen Dagens Medicin. År 2019 nådde Universitetssjukhuset i Linköping fjärde plats bland bästa universitetssjukhus i Sverige. 

## Upptagningsområde
Universitetssjukhusets upptagningsområde när det gäller högspecialiserad vård är Region Östergötland, Region Kalmar län och Region Jönköpings län, med totalt cirka en miljon invånare. Sjukhuset ansvarar även för närsjukvård för den centrala delen av Östergötland och för delar av specialistsjukvården för hela länet.

## Placering
Universitetssjukhuset i Linköping är beläget nära stadens centrum. Den norra entrén ligger mot Trädgårdsföreningen i Linköping och är en av sjukhusets två huvudentréer. Akutintaget och förlossningsentrén ligger på sjukhusets västra sida, där landningsplats för helikopter också finns på taket.

## Utbildning
Den medicinska fakulteten vid Linköpings universitet är samlokaliserat med Universitetssjukhuset i Linköping. Där finns grund-, vidare- och efterutbildning för de flesta yrkesgrupper inom sjukvården. En av enheterna är Clinicum, som är ett gemensamt utbildningslabb för simulering och färdighetsträning med problembaserat och interprofessionellt lärande.

## Forskning
Universitetssjukhuset i Linköping bedriver medicinsk forskning i nära samverkan med den Medicinska fakulteten vid Linköpings universitet genom gemensamma visioner och satsningar. Det nära samarbetet borgar för en god koppling mellan forskning, såväl pre-klinisk som klinisk, och vård av patienter. Bland uppmärksammade forskningsområden finns bland annat Centrum för medicinsk bildvetenskap och visualisering (CMIV) som utvecklar framtida metoder och verktyg för bildanalys och visualisering för tillämpningar inom hälso- och sjukvård och medicinsk forskning, samt Wallenberg centrum för molekylär medicin (WCMM) som fokuserar på forskning i gränsområdet mellan medicin och teknik.
Samverkan i forskningsfrågor sker även med Region Jönköpings län och Region Kalmar län i den Sydöstra sjukvårdsregionen genom bland annat Forskningsrådet i Sydöstra sjukvårdsregionen (FORSS) där även Region Kronoberg finns med.

## Historia
Sjukhuset har sina rötter i Linköpings länslasarett, som grundades 1782, och låg mitt i centrala Linköping. År 1895 flyttades verksamheten till ett nybyggt sjukhus, då strax utanför staden, där US ligger än i dag. Till följd av en nationell regionsjukvårdsutredning blev lasarettet 1960 Regionsjukhuset i Linköping ("RiL" i folkmun). Under åren 1965–1975 byggdes huvudblocket med flera större byggnader. 1992 byttes namnet till Universitetssjukhuset i Linköping (US).

### Framtidens US
Då lokalerna upplevdes som för små och omoderna togs ett beslut att renovera och bygga ut Universitetssjukhuset under projektnamnet Framtidens US (FUS). Byggstart skedde hösten 2011 och hela projektet beräknas vara klart under 2024. [uppföljning saknas]Då ska 80 000 m² ha byggts nytt och 55 000 m² vara ombyggt.